# 维埃纳河畔萨亚
維埃納河畔萨亚（法語：Saillat-sur-Vienne，法語發音：[saja syʁ vjɛn]）是法国新阿基坦大区上维埃纳省的一个市镇，属于罗什舒阿尔区。

## 地理
维埃纳河畔萨亚（45°52'19"N, 0°48'57"E）面积6.29 平方千米，位于法国新阿基坦大区上维埃纳省，该省份为法国中西部省份，北起顺时针与安德尔省、克勒兹省、科雷兹省、多爾多涅省、夏朗德省和维埃纳省接壤。
与维埃纳河畔萨亚接壤的市镇（或旧市镇、城区）包括：沙斯农、埃塔尼亞克、维埃纳河畔沙亚克、罗什舒阿尔、圣瑞尼安。

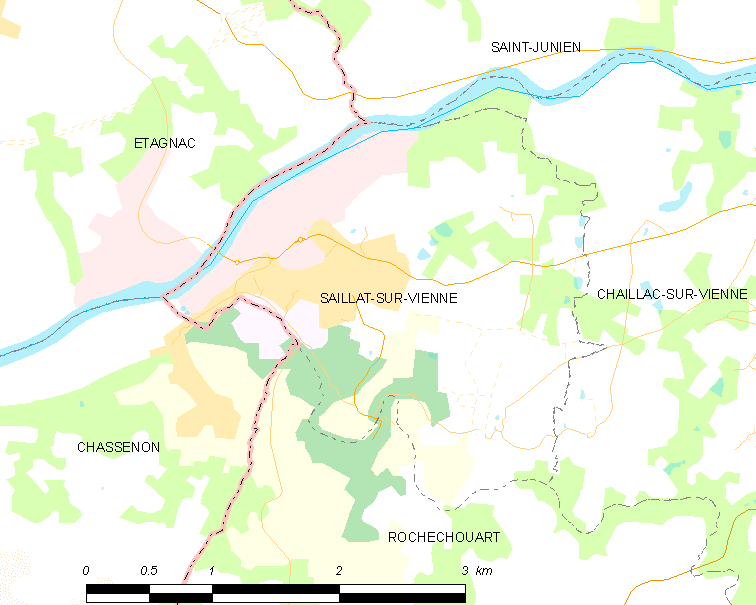
维埃纳河畔萨亚的OSM定位图

维埃纳河畔萨亚的时区为UTC+01:00、UTC+02:00（夏令时）。

## 行政
维埃纳河畔萨亚的邮政编码为87720，INSEE市镇编码为87131。

## 政治
维埃纳河畔萨亚所属的省级选区为圣瑞尼安县。

## 人口

1962-2008年间维埃纳河畔萨亚人口变化图示

维埃纳河畔萨亚于2022年1月1日时的人口数量为826人。